# L'Homme orchestre (pel·lícula de 1900)
L'homme-orchestre és una pel·lícula muda de la productora francesa Star Film Company de l'any 1900, dirigida per Georges Méliès, i té el número 262–263 als seus catàlegs. Assegut en successió en cadires, un home hàbil es multiplica per a formar una orquestra, que toca. Després reintegra a cadascun dels seus dobles, fa desaparèixer les cadires i després desapareix ell mateix.

## Sinopsi
En un escenari buit, un mag (Méliès) es multiplica amb la seva cadira per formar una banda instrumental, que dirigeix en una peça musical viva. Després torna a cadascuna de les seves còpies idèntiques, i un ventall ornamental gegant apareix darrere seu. Saltant, el mag desapareix en una bufada de fum abans de tornar a l'escenari per fer una reverència final.

## Producció
Per a crear la il·lusió de set músics idèntics, la pel·lícula va requerir set exposicions múltiples simultànies; només una altra pel·lícula coneguda de Méliès, Le Mélomane, utilitza tantes exposicions alhora. A més, l'efecte requeria una acurada coordinació en el temps i la posició del cos entre les exposicions. Primer, Méliès va disposar les set cadires en fila i es va asseure en l'última. Després, la pel·lícula es va rebobinar en la càmera sis vegades per a permetre que Méliès interpretés el paper de cada músic. Mentre filmava la part de cada músic, totes les altres cadires es van emmascarar de la lent per a evitar que quedessin exposades. El procés es va repetir fins que es va filmar a tota la banda, tot en una sola tira de pel·lícula.
En 1906, Méliès comentava sobre la dificultat de l'exposició múltiple: "t'enfureixes quan, després de tres quarts d'hora de treball i atenció, es trenca una roda dentada que t'obliga a començar de nou, sent impossible reparar el mal". Els altres efectes de la pel·lícula es van crear amb maquinària escènica, pirotècnia i l'entroncament de substitució. Méliès havia creat prèviament un efecte similar en la seva pel·lícula de 1898 La triple dama, en la qual dues còpies d'una dona emergeixen del seu cos i se sentin al seu costat. El tema de la multiplicació de cadires va tornar en la pel·lícula posterior de Méliès Le Diable noir, encara que aquesta pel·lícula no usa exposicions múltiples.